# Promozione Sardegna 1970-1971
Nella stagione 1970-1971 la Promozione era il quinto livello del calcio italiano (il massimo livello regionale). Qui vi sono le statistiche relative al campionato in Sardegna.
Il campionato è strutturato in vari gironi all'italiana su base regionale, gestiti dai Comitati Regionali di competenza. Promozioni alla categoria superiore e retrocessioni in quella inferiore non erano sempre omogenee; erano quantificate all'inizio del campionato dal Comitato Regionale secondo le direttive stabilite dalla Lega Nazionale Dilettanti, ma flessibili, in relazione al numero delle società retrocesse dal Campionato Interregionale e perciò, a seconda delle varie situazioni regionali, la fine del campionato poteva avere degli spareggi sia di promozione che di retrocessione.

## Classifica finale
|  | Pos. | Squadra            | Pt | G  | V  | N  | P  | GF | GS | DR  |
|  | ---- | ------------------ | -- | -- | -- | -- | -- | -- | -- | --- |
|  | 1.   | Nuorese            | 49 | 32 | 20 | 9  | 3  | 57 | 21 | +36 |
|  | 2.   | Seunis             | 41 | 32 | 15 | 11 | 6  | 43 | 24 | +19 |
|  | 3.   | Ilvarsenal         | 38 | 32 | 15 | 8  | 9  | 37 | 28 | +9  |
|  | 4.   | Oschirese          | 37 | 32 | 12 | 13 | 7  | 35 | 30 | +5  |
|  | 5.   | Decimoputzu        | 35 | 32 | 10 | 15 | 7  | 41 | 33 | +8  |
|  | 6.   | Luisiana           | 34 | 32 | 10 | 14 | 8  | 27 | 20 | +7  |
|  | 7.   | Tempio             | 33 | 32 | 9  | 15 | 8  | 35 | 29 | +6  |
|  | 8.   | Sant'Elena         | 31 | 32 | 9  | 13 | 10 | 24 | 26 | -2  |
|  | 9.   | Arbus              | 31 | 32 | 8  | 15 | 9  | 34 | 33 | +1  |
|  | 10.  | Sorso              | 31 | 32 | 11 | 9  | 12 | 30 | 36 | -6  |
|  | 11.  | Iglesias           | 30 | 32 | 11 | 8  | 13 | 31 | 24 | +7  |
|  | 12.  | Macomer            | 30 | 32 | 11 | 8  | 13 | 36 | 41 | -5  |
|  | 13.  | Gennargentu Pacini | 30 | 32 | 10 | 10 | 12 | 33 | 37 | -4  |
|  | 14.  | Carbonia           | 28 | 32 | 9  | 10 | 13 | 28 | 40 | -12 |
|  | 15.  | Arborea            | 28 | 32 | 10 | 8  | 14 | 36 | 31 | +5  |
|  | 16.  | Lauras             | 28 | 32 | 10 | 8  | 14 | 34 | 42 | -8  |
|  | 17.  | Bonorva            | 10 | 32 | 2  | 6  | 24 | 20 | 81 | -61 |

- Il Carbonia è retrocesso, poi ripescato.
- Errore di 5 reti nella differenza gol fatti/gol subiti.